# 托利社会主义
托利社会主义（英語：Tory socialism）是一些历史学家特别是早期英国社会主义组织费边社的历史学家用来描述英国保守党首相本杰明·迪斯雷利的执政哲学的术语。弗农·博格丹诺（Vernon Bogdanor）用它来描述费迪南德·芒特（Ferdinand Mount）的思想，并被阿诺德·汤因比用来描述约瑟夫·雷纳·斯蒂芬斯（Joseph Rayner Stephens）和理查德·奥斯特勒（Richard Oastler）的信仰。
该词还用于描述1930年代的斯坦利·鲍德温和哈罗德·麦克米伦以及托尼·贾奇（Tony Judge）在他对罗伯特·布拉奇福德（Robert Blatchford）的传记研究中，以及对1870年至1940年间托利社会主义的更广泛研究中。

## 评价
在线出版物Country Squire Magazine发表了一篇关于托利社会主义的文章，作者将托利社会主义者描述为“异化的保守党激进分子，他们谴责自由资本主义，而不是称赞它作为大众社区和道德经济的破坏者的革命角色”。
《旁观者》记者兼历史学家蒂姆·斯坦利写道：“称它为一个国家，家长式作风，或者，如果你厚颜无耻，称它为保守党社会主义——一种哲学，而不是一种学说，因为它首先拒绝经济教条， 甚至是基于人不仅仅靠面包生活的唯物主义。它的天才之处在于它使文化成为政策的引擎。” 他将托利社会主义定义为“一种政治方法，将精神置于经济之上，并将人类置于由传统和习俗塑造的社区中。” 他还回顾了托利党是保护主义和社会改革党的时候。
许多自由市场倡导者使用这个词来描述某些相信更积极的政府的保守主义，例如家长保守主义。理查德·尼克松的国内政策被一些美国自由放任主义者（例如默里·罗思巴德）称为托利社会主义者，他们认为这与他们称为新保守主义者所拥护的大政府保守主义有很多共同之处。